# Regierungsstraße 2 (Magdeburg)

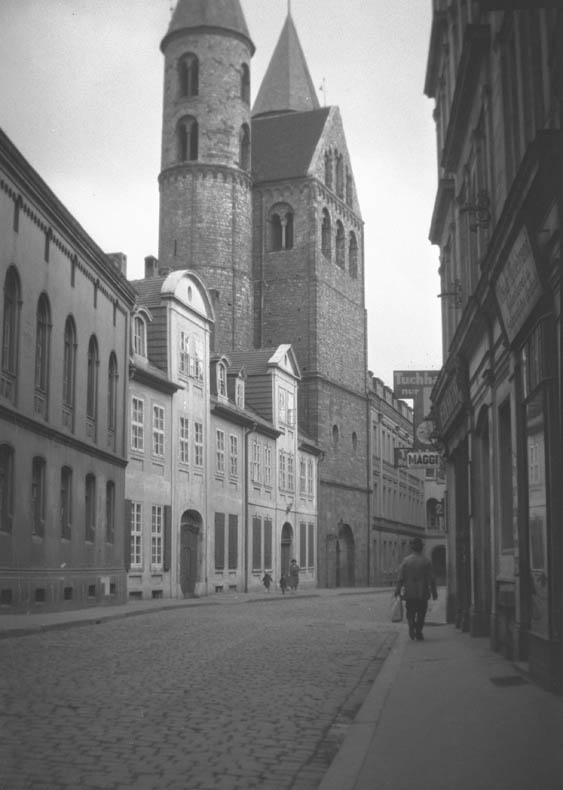
Regierungsstraße im Jahr 1927, links die hellen Häuser Regierungsstraße 3 und 2

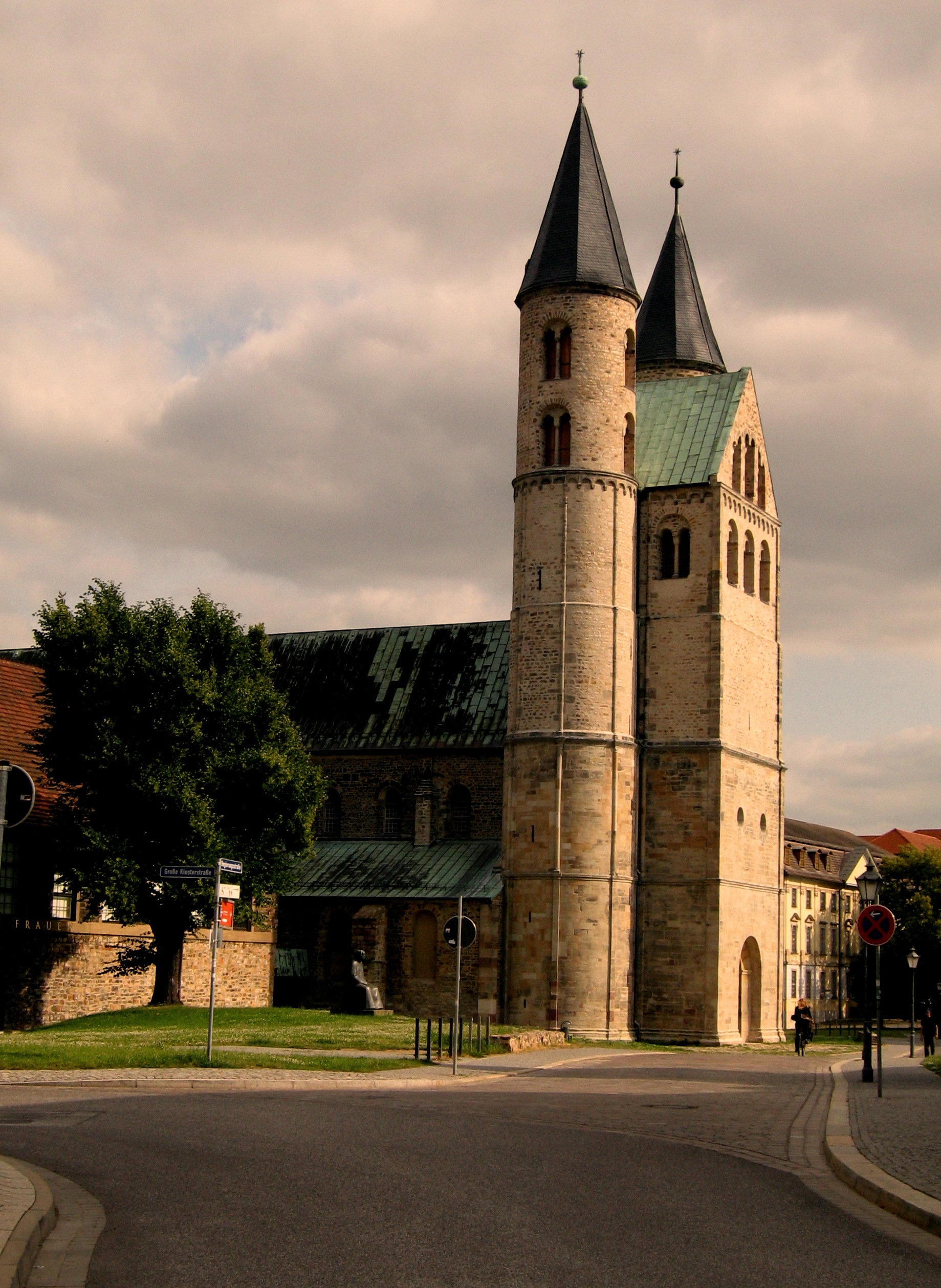
Ähnliche Blickrichtung im Jahr 2009

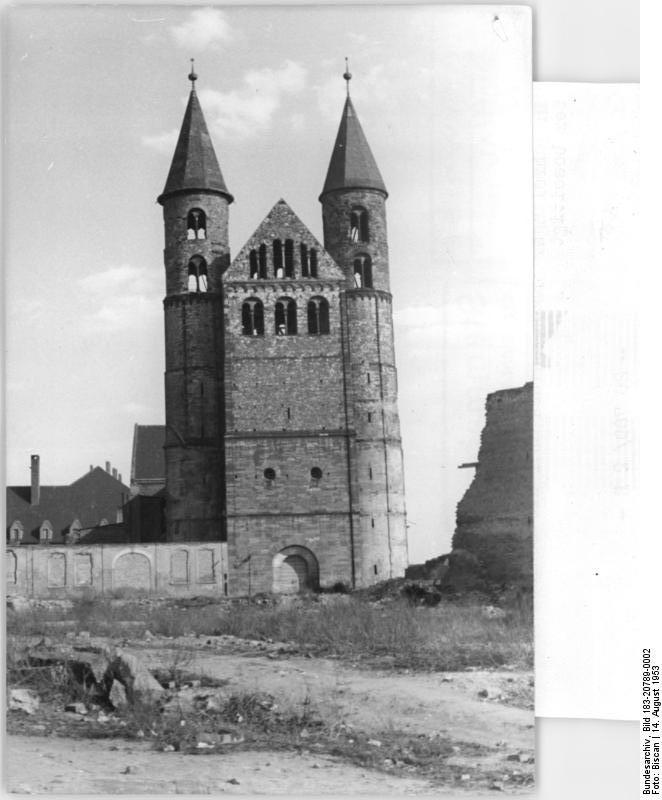
Blick im Jahr 1953 von Westen auf die Klosterkirche, links die Ruine des kriegszerstörten Hauses Regierungsstraße 2, dessen Erdgeschossfassade noch bestand

Das Haus Regierungsstraße 2 war ein Wohnhaus in Magdeburg im heutigen Sachsen-Anhalt. Es wurde während des Zweiten Weltkriegs zerstört und gilt als verloren gegangenes Baudenkmal.

## Lage

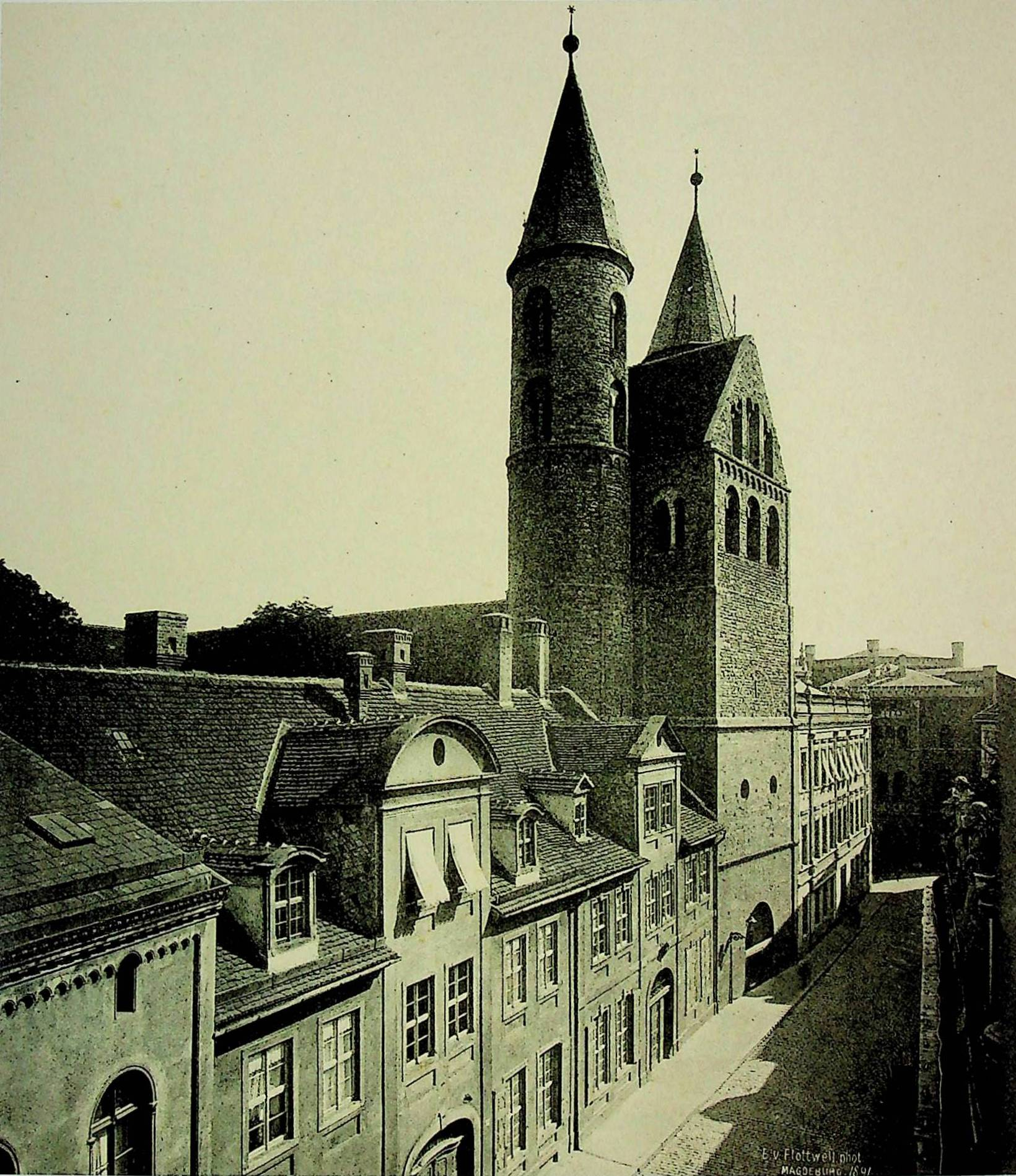
Blick im Jahr 1891

Es befand sich in der Magdeburger Altstadt auf der Ostseite der Regierungsstraße. Die Südseite des Hauses grenzte unmittelbar an die Kirche des Klosters Unser Lieben Frauen an, mit deren Westportal es eine gemeinsame Bauflucht bildete. Nördlich befand sich das zeitgleich in sehr ähnlicher Gestaltung geschaffene Haus Regierungsstraße 3.

## Architektur und Geschichte
Das zweigeschossige verputzte Gebäude entstand im Jahr 1723 nach Plänen des Architekten Preusser. Die Fassade war durch Lisenen gegliedert und im Obergeschoss sechsachsig ausgeführt. Die beiden mittleren Achsen traten als flacher Mittelrisalit hervor. Im Erdgeschoss wurden die beiden mittleren Achsen durch eine rundbogige Toreinfahrt eingenommen. Mittig auf dem Dach befand sich ein gleichfalls zweiachsig ausgeführtes von einem Dreiecksgiebel bekröntes Zwerchhaus.

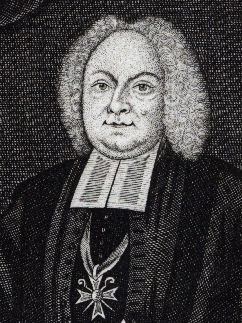
Friedrich Opfergeldt

Das Haus befand sich im Eigentum des benachbarten Klosters und gehörte zur Stiftsfreiheit. Von 1727 bis 1740 war es an den Propst Friedrich Opfergeldt vermietet. Es folgte bis 1743 eine Vermietung an den klösterlichen Syndikus Hofrat Mensingk und diente als Syndikatsgebäude. Im oberen Geschoss lebte von 1744 bis 1750 der Inspektor Ebeling, während das Erdgeschoss für 60 Taler jährlich von der Klosterschule angemietet war. Im Obergeschoss wohnte von 1750 bis 1762 der Kriminalrat Ernst Friedrich Dette und anschließend noch seine Witwe Dorothea Maria Dette, geborene Stoll. 1780 folgte der Kämmerer Jakob Gottlieb Fromme. Bereits 1786 richtete das Frauenzimmerinstitut, vertreten durch die Vorsteher Leutnant von Kleist, Garnisonsprediger Nicolai, Doktor Rüdiger und Kämmerer Niewand, im oberen Stockwerk eine Schule ein. Die jährliche Miete betrug 100 Taler. Nach Schließung der Schule ist bis 1810 der Postsekretär Georg Wilhelm Müller als Mieter verzeichnet. 1817 wird der Regierungscalculator August Wäcker, der Postsekretär Friedrich Meißner und die Spedition Carl Lendrich für die Regierungsstraße 2 genannt, 1823 der Abteilungs-Adjutant Müller und als Eigentümer der Großschiffer und Kaufmann Johann Herr. Agricola.
Später wird als Eigentümer wieder das Kloster geführt. 1914 befand sich im Erdgeschoss die Kasse des Klosters Unser Lieben Frauen und der Kloster Bergeschen Stiftung während im Obergeschoss der Prokurator Louis Lambateur wohnte, dem der königliche Rentenmeister Martin Reinecke nachfolgte. In den 1930er Jahren lebte im Obergeschoss der Prokurator des Klosters Regierungsamtmann Willy Nieme.
Das Gebäude war bis 1945 im ursprünglichen Zustand erhalten. Bei einem Luftangriff während des Zweiten Weltkriegs wurde das Gebäude im Jahr 1945 schwer beschädigt. Die Ruine des Gebäudes blieb zunächst bestehen und war als Rest des Erdgeschosses zumindest 1959 noch vorhanden. Es wurde dann jedoch abgerissen. Heute (Stand 2022) befindet sich dort ein an der Nordseite der Klosterkirche entlangführender Fußweg sowie eine Grünanlage.